# LOVE & EMOTION VOL.1
『LOVE & EMOTION VOL.1』（ラヴ・アンド・エモーション ヴォリューム・ワン）は、松田聖子通算34枚目のオリジナル・アルバム。2001年6月20日発売。発売元はKitty MME。

## 解説
音楽プロデューサーは、原田真二。発売から半年後には、完結編となる『LOVE & EMOTION VOL.2』がリリースされた。「This is the place」は、同じく原田プロデュースのシングル『Call me』（2003年）のC/Wに「This is the place 2003」としてリメイク。
CDジャケットには本人の顔が映っておらず、脚を中心としたアングルになっている。ジャケット写真が公表されたとき、一部のスポーツ紙では「セクシーな美脚」として、写真つきで掲載された。

## 収録曲
全作曲・編曲:Shinji Harada
1. The Sound of Fire 2001　（5:01）
  - 作詞:Shinji Harada
2. Love & Emotion　（4:39）
  - 作詞:Seiko Matsuda
3. How To Take A Chance ～恋のかけひき～　（4:53）
  - 作詞:Seiko Matsuda
4. Woman　（4:46）
  - 作詞:Seiko Matsuda
5. あなたしか見えない （Album Version）　（5:08）
  - 作詞:Seiko Matsuda・Shinji Harada
6. Is this the place? （Counting for "This is the place"）　（0:10）
7. This is the place　（5:16）
  - 作詞:Seiko Matsuda
8. I Miss You ～Prelude～　（2:29）
  - 作詞:Seiko Matsuda・Shinji Harada